# Budihal, Mundargi
Budihal là một làng thuộc tehsil Mundargi, huyện Gadag, bang Karnataka, Ấn Độ.